# Clara Elsene Peck
Clara Elsene Peck (Allegan, 18 de abril de 1883 - Gettysburg, fevereiro de 1968) foi uma pintora e ilustradora norte-americana. 
Uma das expoentes do impressionismo norte-americano, Clara também ficou conhecida por suas ilustrações de mulheres e crianças no início do século XX.
Por mais de trinta anos, Clara trabalhou como ilustradora para várias revistas dos Estados Unidos, trabalhando com revistas femininas, livros infantis, capas de livros de ficção, principalmente de fantasia, arte para comerciais e propagandas, além de ilustrar quadrinhos e pintar com aquarela em seus últimos anos. Clara vicejou na chamada Era de Ouro da Ilustração Norte-Americana (1880s–1930), contemporânea a várias outras ilustradoras como Jessie Willcox Smith, Elizabeth Shippen Green e Violet Oakley.
Seus trabalhos foram expostos em locais como o Art Institute of Chicago e Academia de Belas-Artes da Pensilvânia, além de ter recebido prêmios da A Associação Nacional de Mulheres Artistas de Nova Iorque, na década de 1920. Clara residiu em uma colônia artística em Leonia, Nova Jérsei, com seu marido e colaborador, o artista John Scott Williams.

## Biografia
Clara nasceu na pequena cidade de Allegan, no Michigan, em 1883. O interesse pela arte vem desde de criança, pois havia outros membros da família que pintavam e ilustravam. Passou parte da juventude em St. Paul, Minnesota, estudando arte no Minneapolis College of Art and Design e depois na Academia de Belas-Artes da Pensilvânia que, na década de 1880, passou a aceitar mulheres como estudantes, o que atraiu muitas alunas como Cecilia Beaux, que foi professora na instituição de 1895 a 1915. Clara pode ter aulas com o professor e pintor impressionista William Merritt Chase.

## Morte
Clara morreu em algum dia de fevereiro de 1968, em Gettysburg, aos 84 anos.

## Galeria

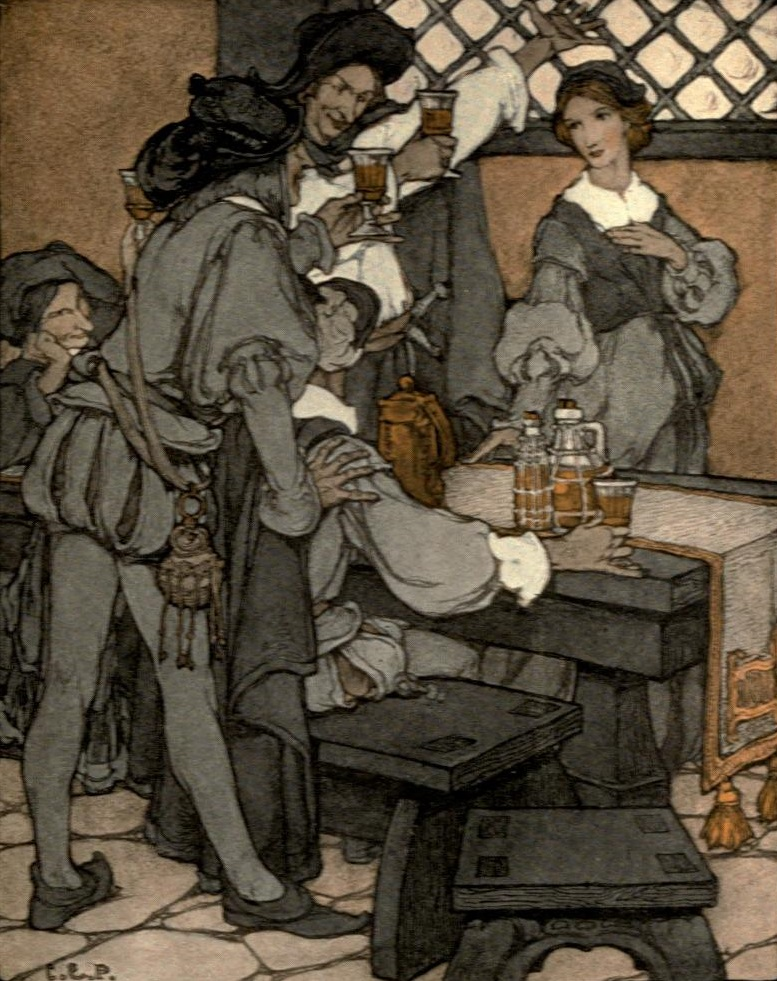
Shakespeare's Sweetheart (1905)
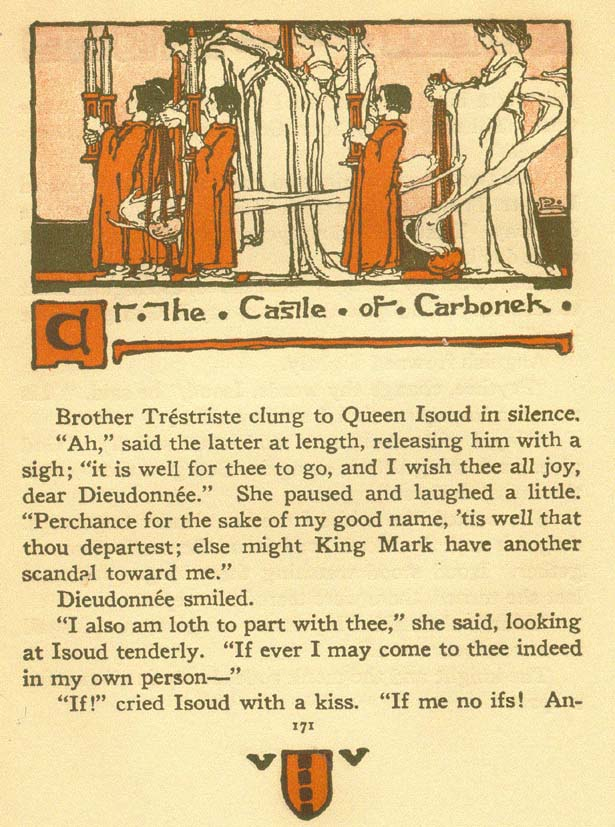
A Lady of King Arthur's Court (1907)
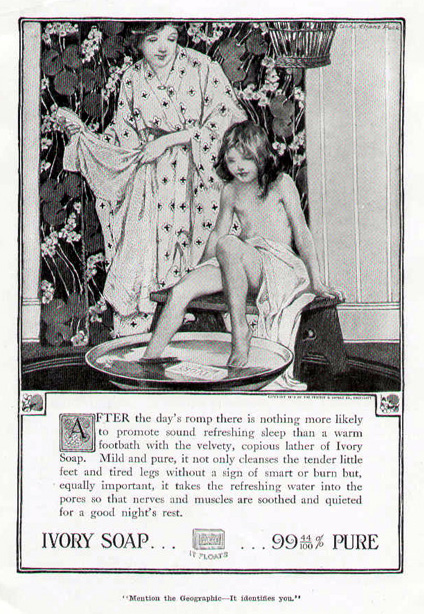
Propaganda para o sabão Ivory (1918)
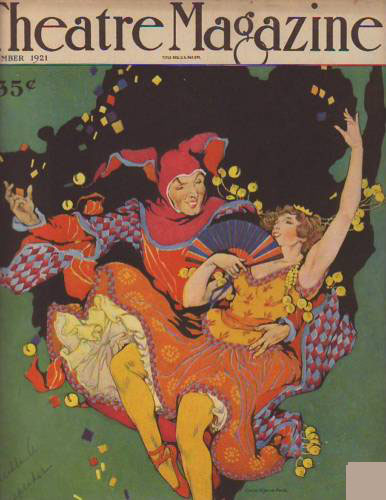
Capa para aTheatre Magazine (1921)
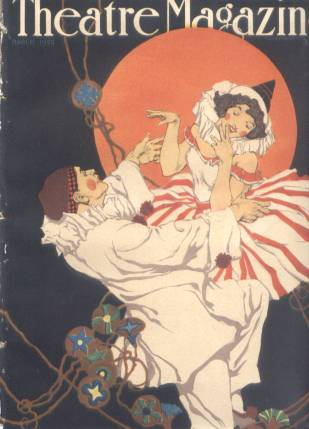
Capa para aTheatre Magazine (1922)
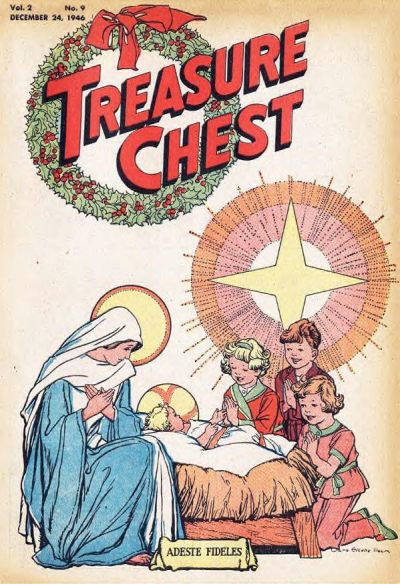
Cover to Treasure Chest (1946)
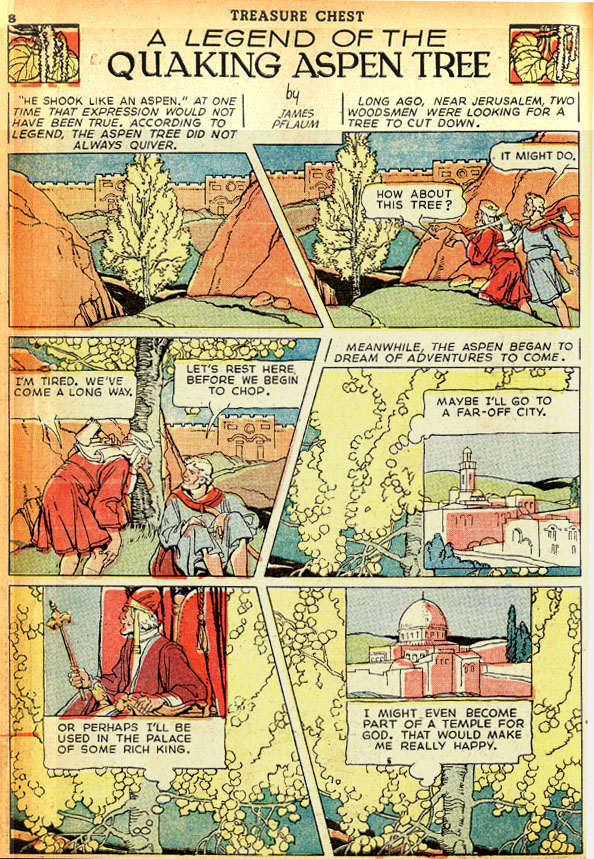
A page from Treasure Chest (1947)
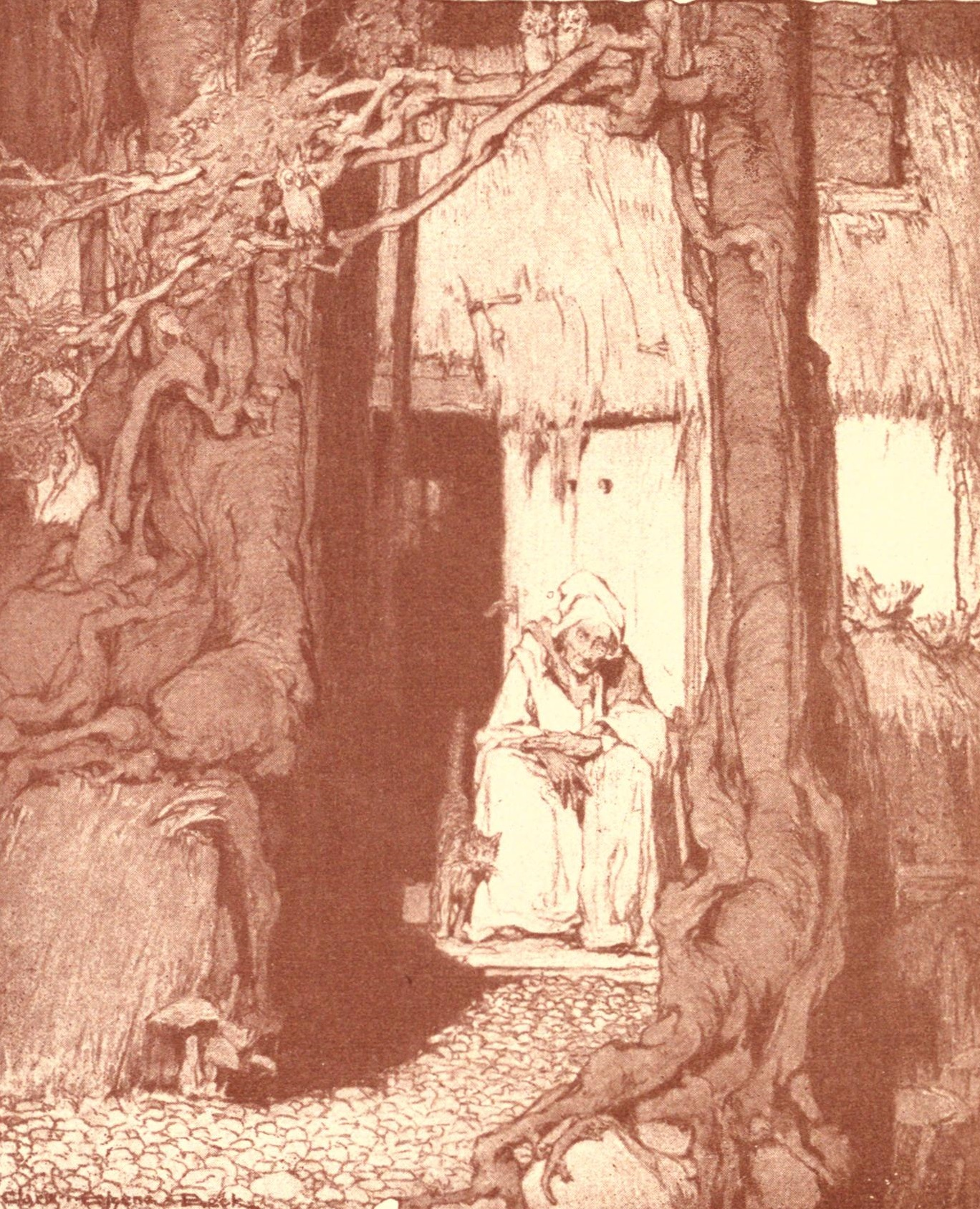
Do livro In the Border Country (1909)
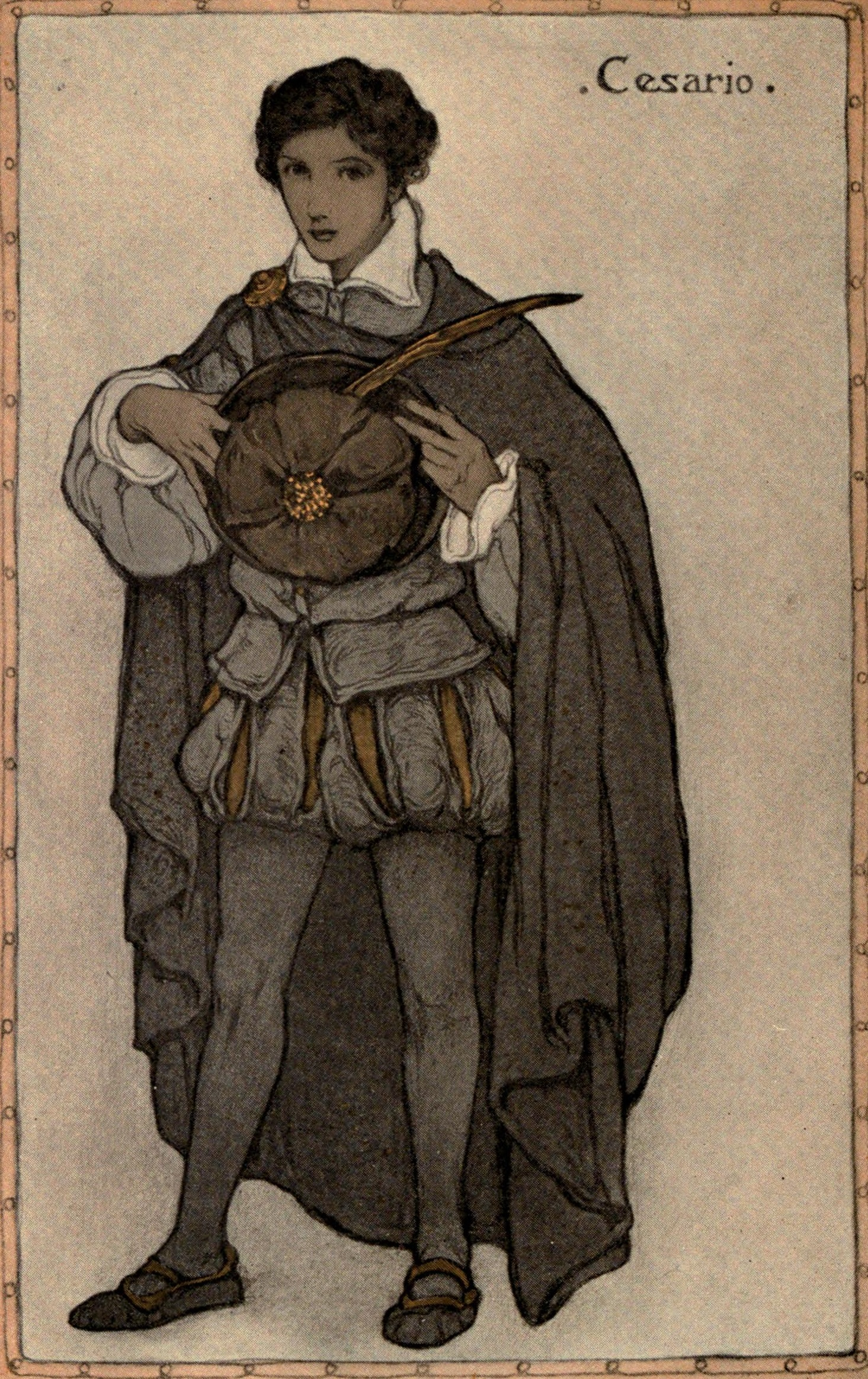
Cesário (1905)
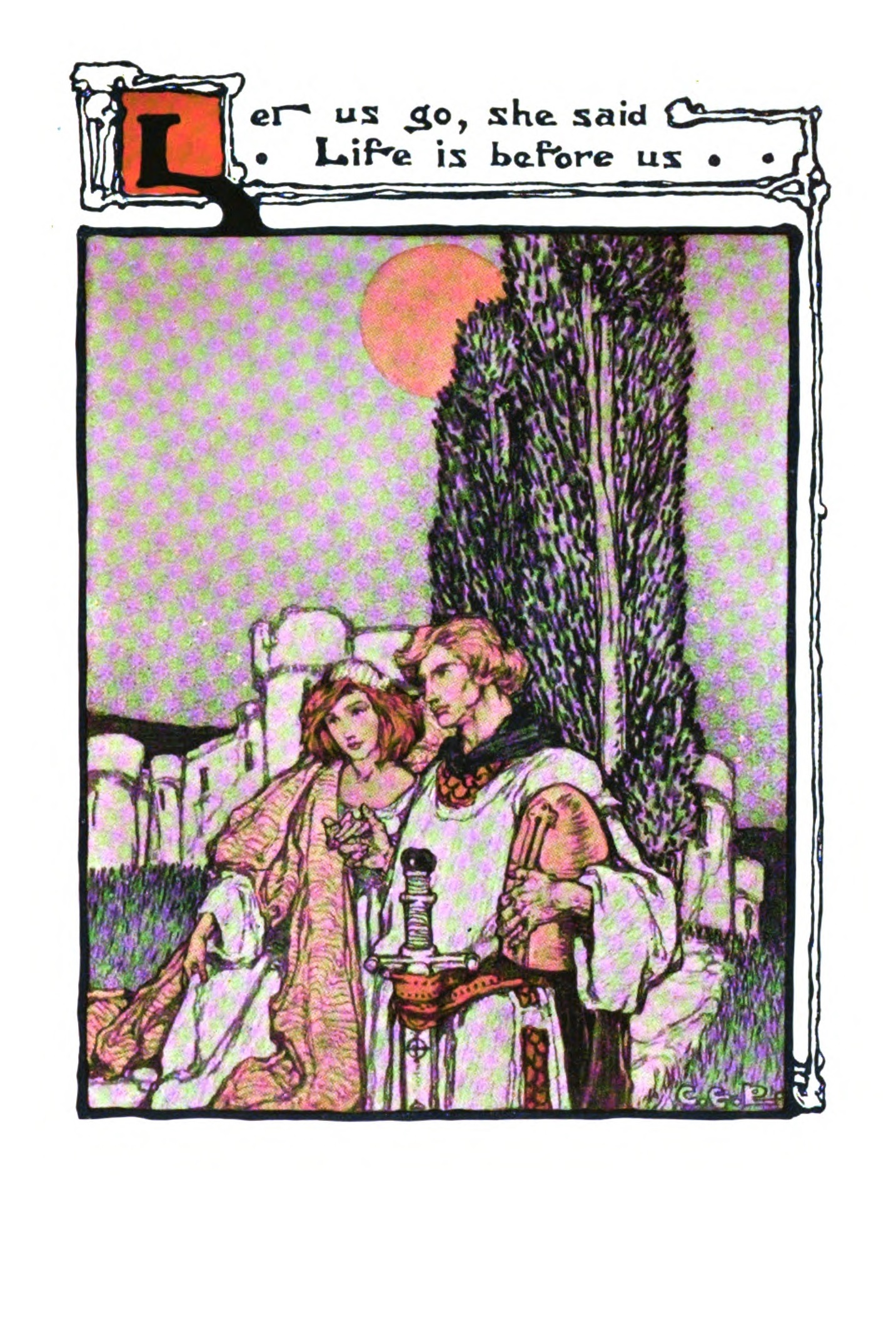
Ilustração de A Lady of King Arthur's Court (1907)